# Jillali Ferhati
Jillali Ferhati (àrab: الجيلالي فرحاتي, al-Jīlālī Farḥātī) (Khémisset, Marroc, 3 d'agost de 1948) és un cineasta marroquí.

## Biografia
Ferhati va néixer l'any 1948 a Aït Ouahi, prop de Khémisset, però va créixer a Tànger. Va estudiar sociologia i literatura a París i després va iniciar la seva carrera al teatre, treballant com a actor i director al Theatre International de París. El 1982 va fundar Heracles Production, una productora.
El seu debut al cinema va ser l'any 1978 amb el llargmetratge Brèche dans le mur, seleccionat per a la Semana de la Crítica al 31è Festival Internacional de Cinema de Canes. El 1982 la seva pel·lícula Arais Min Kassab  fou projectada a la Quinzena dels Directors del 35è Festival Internacional de Cinema de Canes, i el 1991 la seva pel·lícula Chateh al aftal ad-daï'ne va entrar en la secció competitiva de la 48a edició de la Mostra Internacional de Cinema de Venècia.
Està casat amb la directora i guionista Farida Benlyazid, que sovint col·laborava amb ell.

## Filmografia
- 1978: Charkhun fi-l hâ'it
- 1981: Poupées de roseau / Araïs min qasab
- 1986: The Dream of Tangiers
- 1991: Chateh al aftal ad-daï'ne / Shâtiu al-atfâl al-mafoûdin
- 1995: Kuius al-has
- 2000: Tresses
- 2004: Mémoire en détention
- 2009: Des l'aube
- 2013: Sarirou Al Assrar
- 2016-2017: Des l'aube